# Corbească (strugure)
Corbească este un vechi soi românesc de struguri.